# Kostel svatého Šimona a Judy (Chyjice)
Kostel svatého Šimona a Judy je římskokatolický barokní kostel ležící v obci Chyjice na Jičínsku. Pod památkovou ochranou je od 3. května 1958.

## Historie
Farní kostel je poprvé zmiňován k roku 1369 jako gotická stavba, podle jiných pramenů až v roce 1384, tedy v době, kdy byly Chyjice ještě samostatným statkem.
Současnou podobu však získal až v letech 1698–1700, kdy byl zásadně přestavěn stavitelem Phillipem Spannbruckerem. Později byl rovněž upravován v letech 1776 a 1826. Po 2. světové válce začal tento kostel chátrat a až na přelomu tisíciletí byl opraven, poté roku 2004 převeden do vlastnictví obce a postupně restaurován.

### Program záchrany architektonického dědictví
V rámci Programu záchrany architektonického dědictví bylo v letech 1995-2014 na opravu památky čerpáno 3 600 000 Kč.
| rok    | 1999 | 2000 | 2001  | 2002 |
| ------ | ---- | ---- | ----- | ---- |
| částka | 900  | 700  | 1 200 | 800  |

## Architektura
Kostel je postaven v barokním slohu, je jednolodní orientovanou stavbou umístěnou uprostřed hřbitova. Zdivo kostela je lomové a omítané.

## Využití
Bohoslužby už se zde nekonají, tudíž využití objektu je čistě kulturní.